# پی‌اس ساکسس
پی‌اس ساکسس (به انگلیسی: PS Success) یک کشتی است که طول آن ۸۲ فوت ۱ اینچ (۲۵٫۰۲ متر) می‌باشد. این کشتی  در سال ۱۸۷۷ ساخته شد.